# Pehr Evind Svinhufvud

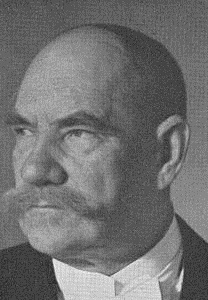
Pehr Svinhufvud

Pehr Evind Svinhufvud af Qvalstad (Sääksmäki, 15 december 1861 - Luumäki, 29 februari 1944) was een Fins politicus. Hij kreeg de bijnaam Ukko Pekka ('Vader Peter').

## Achtergrond en opleiding
Svinhufvud af Qvalstad was de zoon van Pehr Gustaf Svinhufvud af Qvalstad, een kapitein, en Olga von Becker. Pehr Evinds vader verdronk in 1863 in Griekenland. Pehr Evinds opvoeding werd daarna overgelaten aan zijn grootvader, Pehr Gustaf Svinhufvud, de rentmeester van Häme.
De familie Svinhufvud is een adellijke familie die oorspronkelijk uit Zweden komt. In 1574 werd de familie in de adelstand verheven.
Svinhufvud studeerde aan de Zweedse hogeschool van Helsinki en aan de Keizer Alexander Universiteit van Helsinki. Hij studeerde Finse, Russische en Scandinavische geschiedenis. Na deze geschiedenisstudie, studeerde hij rechten.

## Vroege carrière
Na zijn rechtenstudie werd Svinhufvud advocaat. Later werd hij plaatsvervangend rechter van het Hof van Beroep van Turku. In 1892 werd hij in de Senaat gekozen. In 1894 nam hij zitting in de Kamer van de Adel (een soort eerste kamer). In 1899, met de introductie van het Russificatie-proces, trad Svinhufvud als nationalist naar voren en uitte hij zijn ongenoegen tegen het Russische beleid. In 1902 werd hij vanwege zijn Finse nationalisme als rechter ontslagen. Later werd hij echter opnieuw rechter.
In 1907 werd hij voor de Jong-Finse Partij in het Finse parlement (Senaat) gekozen [1].
Van 1907 tot 1912 was hij parlementsvoorzitter. In het geheim was hij lid van een nationalistische genootschap, Kagal genaamd.
In 1914 brak de Eerste Wereldoorlog uit. De Russische regering verving hoge Finse ambtenaren door Russen. De Russische gouverneur van Finland, Konstantin Kazansky, ontsloeg Svinhufvud als rechter. Svinhufvud verzette zich hiertegen omdat hij het onterecht vond dat hij ontslagen werd. Hij werd daarop gedeporteerd naar Tomsk in Siberië.

## Finse onafhankelijkheid
Tijdens zijn ballingschap hield hij zich bezig met de jacht en het repareren van zijn kleding. In het geheim onderhield hij echter contacten met Finse nationalisten.
Na de Februarirevolutie (1917) ging Svinhufvud naar het politiekantoor en zei tegen de agenten: "De man (tsaar Nicolaas II van Rusland) die mij hierheen zond is thans gearresteerd, ik ga naar huis." Omdat het tsaristisch regime opgehouden had te bestaan, liet de politie hem gaan en keerde hij naar Helsinki terug.
Svinhufvud hernam zijn zetel in de Senaat. Op 28 november 1917 werd hij tot Eerste Minister van Finland gekozen. De Senaat verklaarde Finland op 6 december 1917 onafhankelijk. Svinhufvud reisde naar Sint-Petersburg waar hij door Lenin werd ontvangen. Lenin erkende de onafhankelijkheid van Finland.
Op 28 november 1917 werd Svinhufvud gekozen tot regent en premier van Finland. Kort daarop brak de Finse Burgeroorlog uit. Svinhufvud dook onder in Helsinki. Hij gaf zijn steun aan de vorming van het Witte Leger van generaal Carl Gustaf Baron Mannerheim om het Rode Leger van de Socialistische Radenrepubliek Finland te bestrijden. Vanuit zijn schuilplaats probeerde hij in contact te komen met het Duitse en Zweedse opperbevel. Inderdaad schoot een Duits expeditieleger het Witte Leger te hulp. In maart 1918 wist hij via Berlijn en Stockholm Vaasa te bereiken. In Vaasa vergaderde de Senaat. In april 1918 was de radenrepubliek verslagen. In mei trad Svinhufvud als premier af en hij werd in dit ambt vervangen door Juho Kusti Paasikivi. De pro-Duitse Svinhufvud steunde de kandidatuur van prins Frederik Karel van Hessen (een familielid van de Duitse keizer Wilhelm II) als koning. Op 9 oktober 1918 werd prins Frederik Karel door de Senaat erkend als koning van Finland. Dit was slechts van korte duur: in november 1918 stortte het Duitse Keizerrijk in en in Finland besloot men van het idee af te zien om van het land een monarchie te maken. In december 1918 trad Svinhufvud als regent terug en hij werd door Mannerheim opgevolgd.
Na de Eerste Wereldoorlog trok Svinhufvud zich uit het publieke leven terug. Hij hield zich wel bezig met de rechtse Suojeluskunta-militie.

## Premier en President
In 1925 was Svinhufvud presidentskandidaat voor de conservatieve Kokoomus Partij, maar hij werd niet gekozen. In 1930 benoemde president Lauri Kristian Relander Svinhufvud tot minister-president. Relander hoopte hiermee de semifascistische Lapua-beweging tevreden te stellen. Hoewel geen lid van de Lapua-beging, werd Svinhufvud door hen wel geaccepteerd vanwege zijn patriottisme. Op 1 maart 1931 werd Svinhufvud tot president van Finland gekozen.
Pehr Svinhufvud verzette zich echter zowel tegen de extreemrechtse Lapua-beweging als tegen de communisten.
In februari 1932 brak de Mäntsälä Opstand uit. Leden van de Suojeluskunta-militie en leden van de Lapua-beweging eisten het aftreden van de regering en wilden haar vervangen door een fascistische. De president hield een radiorede waarin hij de opstandelingen opriep naar hun huizen terug te keren. Hij beloofde hen verder met rust te laten en wilde alleen de leiders straffen. De opstandelingen keerden inderdaad huiswaarts.
Svinhufvud was geen democraat in de moderne zin van het woord. Hij was een tegenstanders van de Sociaaldemocratische Partij en hij wilde niet met de sociaaldemocraten samenwerken. Mede hierdoor werd hij in 1937 niet herkozen, omdat de leden van de Sociaaldemocratische Partij en de Agrarische Partij hem niet meer steunden.
Aan het einde van de Winteroorlog verzocht hij audiënties bij Hitler en Mussolini, maar hij kreeg hen niet te spreken. Wel bezocht hij Paus Pius XI met wie hij een gesprek had. Svinhufvud steunde de expansionistische ideeën tijdens de Vervolgoorlog tegen de Sovjet-Unie (1941-1944).
Svinhufvud werd 82 jaar oud.

## Trivia
- De naam Svinhufvud is Zweeds. Hij betekent Zwijnskop in het Nederlands.

## Noot
[1] In 1906 werd er in Finland algemeen kiesrecht ingevoerd. De Kamer van Adel werd afgeschaft. De Senaat werd daarna de enige kamer van de Diet (parlement).